# Gransjön (Vilhelmina socken, Lappland, 718517-151389)
Gransjön är en sjö i Vilhelmina kommun i Lappland och ingår i Ångermanälvens huvudavrinningsområde. Sjön har en area på 0,361 kvadratkilometer och ligger 348 meter över havet. Sjön avvattnas av vattendraget Gransjöbäcken.

## Delavrinningsområde
Gransjön ingår i det delavrinningsområde (718333-151077) som SMHI kallar för Utloppet av Gransjön. Medelhöjden är 452 meter över havet och ytan är 13,76 kvadratkilometer. Det finns ett avrinningsområde uppströms, och räknas det in blir den ackumulerade arean 55,73 kvadratkilometer. Gransjöbäcken som avvattnar avrinningsområdet har biflödesordning 3, vilket innebär att vattnet flödar genom totalt 3 vattendrag innan det når havet efter 301 kilometer. Avrinningsområdet består mestadels av skog (61 procent) och sankmarker (23 procent). Avrinningsområdet har 0,36 kvadratkilometer vattenytor vilket ger det en sjöprocent på 2,6 procent.